# Johann Deubner
Johann Deubner (* 1873 in Sankt Petersburg; † 12. November 1936 in Wessjegonsk, Oblast Twer) war ein deutsch-russischer römisch-katholischer Geistlicher und Märtyrer. 

## Leben
Johann Deubner war der Sohn adliger Eltern deutscher Abstammung. Nach Abschluss eines Rechtsstudiums trat er 1899 zum römisch-katholischen Glauben über und wurde 1903 von Erzbischof Andrej Scheptyzkyj von Lemberg geheim zum Priester geweiht. Ab 1907 hielt er öffentlich Gottesdienst in der Kirche St. Katharina (Sankt Petersburg). Nach einer erstmaligen vorübergehenden Festnahme am 3. März 1923 wurde er am 17. November 1923 erneut festgenommen, im Dezember in Untersuchungshaft nach Moskau gebracht und dort am 23. Mai 1924 zu 10 Jahren Gefängnis verurteilt. Er wurde in Einzelhaft nach Susdal verlegt, 1927 nach Wladimir und im Juli 1930 nach Jaroslawl an der Wolga. Nach seiner Entlassung wurde er an den Wohnsitz Wessjegonsk verwiesen und dort im November 1936 ermordet.

## Gedenken
Die Römisch-katholische Kirche in Deutschland nahm Pfarrer Johann Deubner als Märtyrer in das deutsche Martyrologium des 20. Jahrhunderts auf.